# کینگزلی ای. تفت
کینگزلی ای. تفت (به انگلیسی: Kingsley Arter Taft) سناتور سابق عضو حزب جمهوری‌خواه ایالات متحده آمریکا بود. وی در سال ۱۹۴۶ تا ۱۹۴۷ میلادی سناتور ایالت اوهایو در سنای ایالات متحده آمریکا بود.